# Wiehagen (Hemer)
Wiehagen ist als Teil der ehemals selbstständigen Gemeinde Westig seit den preußischen Gebietsreformen 1929 ein Ortsteil der Gemeinde, seit 1936 der Stadt Hemer in Nordrhein-Westfalen.
Wiehagen grenzt im Westen an Iserlohn. Einige Teile der Ortschaft gehörten vor 1929 zur Hemeraner Amtsgemeinde Calle, die gleichzeitig nach Iserlohn eingemeindet wurde. Im Norden und Osten grenzt die Siedlung an Westig, im Süden an Westigerbach.
In Wiehagen befindet sich die katholische Pfarrkirche St. Petrus Canisius, die in den 1930er-Jahren gebaut wurde. Außerdem gibt es in Wiehagen einen Kunstrasenplatz und eine Tennisanlage.